# Graciano Antuña
Graciano Antuña Álvarez (L'Entregu, Samartín del Rei Aurelio, Astúries, 25 de juliol de 1902 - Ḷḷuarca, 13 de maig de 1937) va ser un polític socialista i sindicalista espanyol. Va participar en la direcció del Comitè d'Aliança Obrera durant la revolució d'Astúries de 1934. En aquells moments era President de la Federació Socialista Asturiana del PSOE i Secretari General del Sindicat d'Obrers Miners d'Astúries (SOMA-UGT). El fracàs de la revolta el va obligar a exiliar-se a França. En 1936 va ser escollit Diputat al Congrés en les llistes del Front Popular. Amb el cop d'estat de juliol que va donar lloc a la guerra civil, va ser capturat a Oviedo el 20 de juliol, jutjat en Consell de Guerra a Ḷḷuarca el 3 de maig i afusellat a les tàpies del cementiri.